# Prisma hexagonal parabiaumentado
En geometría, el prisma hexagonal parabiaumentado es uno de los sólidos de Johnson (J55).
Los 92 sólidos de Johnson fueron nombrados y descritos por Norman Johnson en 1966.